# Valter Ferenc (villamosmérnök)
Dr. Valter Ferenc (Sárospatak, 1935. április 4. –) villamosmérnök-szervező szakmérnök, a Magyar Posta korábbi elnökhelyettese, a Matáv első vezérigazgatója.

## Életpályája
A sátoraljaújhelyi Kossuth Lajos Gimnáziumban  érettségizett 1953-ban. A Budapesti Műszaki Egyetemen 1958 július 22-én villamosmérnökként kapott diplomát Híradástechnikai és gyengeáramú szakon. 1980-ban ugyanitt villamosmérnök-szervező szakmérnöki végzettséget szerzett és 1982-ben védte meg egyetemi doktori címét, Rendszerelemzés és Operációkutatás szaktudományból.
1958-1990-ig a Magyar Posta különböző területein dolgozott, vezetéknélküli és vezetékes távközlési szakterületeken. A Posta Rádió- és Televízió műszaki Igazgatóságon 1970-ig dolgozott a Mikrohullámú csoport, majd 1964-től a Fejlesztési osztály vezetőjeként. 1970-75 között a Postavezérigazgatóság Beruházási Szakosztályán dolgozott, 1972-től Távközléstechnikai beruházási osztályvezetőként. A Magyar Posta (MP) nagyberuházásainak előkészítésére és megvalósítására 1975 január 1-én létrehozta a Posta Központi Beruházási Irodát, itt igazgatói megbízást kapott. A Közlekedés és Postaügyi miniszter 1980 szeptember 1-től kinevezte a Postavezérigazgató távközlésért felelős helyettesévé. A Magyar Posta önálló kormányszervezetté alakítása után 1986-ban miniszterhelyettesi besorolásban kinevezést kapott a távközlési elnökhelyettesi feladatokra. Az 1990 január 1-i megalakuláskor a Magyar Távközlési Vállalat (MATÁV) vezérigazgatója, 1991-től a Westel Rádiótelefon Kft. stratégiai igazgatója, 1996-98 között a MATÁV stratégiai ágazatában a mobil terület vezetője volt. Nyugdíjba vonulása után 1998 óta független távközlési szakértő.
A Hírközlési és Informatikai Tudományos Egyesület (HTE) elnökségi tagja, majd 1985-től társelnöke volt. A Közlekedéstudományi Egyesületben elnökhelyettes és tagozati elnök volt. Tagja volt a Műszaki és Természettudományi Egyesületek Szövetsége országos elnökségének. 
1985-90 közötti időszakra az MTA Műszaki osztályán belül működő Távközlési Rendszerek Bizottság tagjává választották.
A Minisztertanács 1986-ban kinevezte az OMFB Plénumának tagjává.
Az MTA és az OMFB irányításával működő K+F információs infrastruktúra Program Felügyelő Bizottságának tagja 1987-92 között.
A TETRA Forum Hungary Egyesületet 2004-ben alapították, amelynek 2010-ig elnöke majd 2018-ig tiszteletbeli elnöke volt.

## Munkássága
A MP és a MATÁV szolgálatában különböző szakterületeken és beosztásokban meghatározó szerepet töltött be a hazai távközlési rendszerek és hálózatok fejlesztésében és kiépítésében az innovatív technológiák, új szolgáltatások bevezetésében. Ennek eredményeként került sor a MATÁV sikeres privatizációjára és európai szintű gyors felzárkózásra, elsőként a mobiltávközlésben. Fejlesztési vezetőként irányította új szolgáltatási területként a szélessávú mikrohullámú hálózatfejlesztést, 1970-ig a nemzetközi csatlakozásokat is biztosító gerinchálózat teljes kiépítését. Az 1970-es években a vezetéknélküli un. „rádiós” szakterülete már kiterjedt a vezetékes un. „telefonos” szakmákra a rendszer és hálózatfejlesztésekre, a beruházások szervezésére, irányítására. 
Az 1980-as évtizedben, mint a MP teljes távközlésének irányítója szakmai, technológiai szempontból változtatni tudott  a MP szakmai  megítélésén, nyitott kommunikációval elismertetni, hogy  a telefonhiány nem a MP és a postai szakemberek felkészültségén múlt. Az Országos Műszaki Fejlesztési Bizottság 1981-ben megbízta „A HÍRKÖZLÉS HOSSZÚTÁVÚ FEJLESZTÉSE” című koncepció kidolgozására létrehozott szakértői bizottság vezetésére, többszintű egyeztetés után az OMFB elnöksége 1982 júniusban elfogadta és 5-8003-K számon kiadta. A következő időszakban sikerült elfogadtatnia az ipar képviselővel együtt, hogy a telefonhálózatokban az elektromechanikus (Rotary és Crossbar) rendszerek kiváltásánál át kell lépni a fejlett országokban alkalmazott közbenső technológiai (pl. quasi-elektronikus) szakaszokat és azonnal a legkorszerűbb digitális telefonközpontokat kell a hálózatba telepíteni. 1982-ben elindította annak a nemzetközi tendernek a kiadását amely a MP részére digitális telefonközpontok beszerzésével együtt a BHG számára technológiai licensz vásárlást is előirányzott. A szigorodó COCOM szabályozás miatt csak 1986-ban lehetett szerződést kötni 100 ezer előfizető bekapcsolására szolgáló digitális telefonközpontokra (Szombathely és térsége, Zalaegerszeg, Kőszeg, Sopron, Székesfehérvár, Budafok), Belföldi távhívó központra és technológiai licensz vásárlásra. Egyidejűleg a MP szerződést kötött a Svéd Ericsson céggel a nemzetközi tranzit telefonközpont digitális rendszerre történő cseréjére is. A Kormány mindkét esetben terven felül biztosította a pénzügyi forrásokat. Az első magyarországi digitális központok 1989 kezdő hónapjaiban Szombathelyen és Budapesten üzembe kerültek, ezzel megkezdődött a telefon technológiában a digitális korszakváltás.
1989-ben megkezdődött a MP szétválasztásának előkészítése, miniszteri megbízás alapján végezte a MATÁV szervezet alakításának munkáit. A MATÁV Alapító határozata a tevékenységek közé felvette a „rádió-telefon” szolgáltatást. A MATÁV megalapításának jövőképébe a vezetékes telefonhálózat digitalizálása mellett, meghatározó stratégiai szerepet kapott a mobil távközlés, ennek induló feltétele valósult meg, amikor a MP és a US West 1989 december 4-én vegyesvállalatot alapított  Magyar Rádiótelefon Vállalat néven. 
Az elmúlt évtizedekben (1980-2018 között) aktívan részt vett nemzetközi távközlési szervezetek munkájában, így a ITU (International Telecommunications Union) és a TCCA (The Critical Communications Association) a mobil távközlési rendszerek szabványait előkészítő munkabizottságok rendezvényein. Kezdeményezte két távközlési világrendezvény budapesti megrendezését, 1992-ben az ITU által szervezett Europe World Telecom-ot és 2011-ben a TCCA által szervezett TETRA World Congress-t, az első a MATÁV privatizációja előtti bemutatkozás szempontjából volt fontos, a másik pedig a készenléti EDR rendszer sikeres kiépítésének elismeréseként.

## Díjai
- Puskás Tivadar-díj (1987)
- Eötvös Loránd-díj (1989)